# 남창중학교
남창중학교(南倉中學校)는 대한민국 울산광역시 울주군 온양읍 동상리에 있는 공립 중학교이다.

## 학교 연혁
- 1952년 3월 15일 : 3학급 설립 인가
- 1952년 5월 1일 : 남창중학교 개교
- 1993년 8월 29일 : 동상로 현 교사로 신축 이전
- 2020년 3월 1일 : 일반학급 35학급과 특수학급 1학급 인가
- 2022년 9월 1일 : 제27대 엄영애 교장 취임
- 2022년 12월 20일 : 제71회 졸업식(342명) 총 졸업생 수 17,054명
- 2023년 3월 2일 : 제74회 신입생 입학식(12학급 303명)

## 참고 자료
- 남창중학교 - 한국교육학술정보원 학교알리미